# Юрлова-Перхт, Екатерина Викторовна
Екатери́на Ви́кторовна Ю́рлова-Перхт (23 февраля 1985, Ленинград) — российская биатлонистка, чемпионка мира в индивидуальной гонке, серебряный призёр чемпионата мира в масс-старте. Победитель и призёр этапов Кубка мира, чемпионка Европы в гонке преследования, многократный призёр чемпионатов Европы, семикратная чемпионка России, заслуженный мастер спорта России.

## Общая информация
Биатлоном занимается с 2005 года. Прежде занималась лыжными гонками. Побеждала в «Лыжне России», «Токсовском марафоне».
Личные тренеры — Виктор Юрлов (отец) и Василий Гаврилович.
17 октября 2015 года вышла замуж за массажиста сборной Австрии Йозефа Перхта и стала носить двойную фамилию — Юрлова-Перхт. 13 ноября 2016 года у супругов родилась дочь Кира.
26 июня 2021 года родилась вторая дочь Арина.
На соревнованиях представляет Санкт-Петербург и Ленинградскую область, ФСО «Динамо».

## Спортивная карьера

### Российские соревнования
- Чемпионат России 2008 года — серебряный призёр в эстафете.
- Чемпионат России 2010 года — серебряный призёр в спринте и масс-старте, бронзовый призёр в гонке преследования.
- Чемпионат России 2011 года — чемпионка России в гонке преследования, серебряный призёр в спринте.
- В сезоне 2010/2011 Екатерина Юрлова выиграла индивидуальную гонку на турнире Ижевская винтовка.
- Чемпионат России 2012 года — серебряный призёр в индивидуальной гонке и бронзовый призёр в гонке преследования.
- Чемпионат России 2015 года — чемпионка России в гонке преследования[5], серебряный призёр в спринте[6].
- Принимала участие в открытом Кубке России на «Приз губернатора Тюменской области» в апреле 2015 года. Юрлова осталась вне подиума, финишировав 4-й, пропустив вперёд Дарью Домрачеву, Дарью Виролайнен и Кайсу Мякяряйнен.
- Чемпионат России 2016 года — чемпионка России в спринте.
- Чемпионат России 2017 года — вернулась из декретного отпуска. В первой для себя гонке сезона — спринте заняла 24 место, в преследовании смогла подняться на 10-ю строчку, в индивидуальной гонке замкнула 15 сильнейших. Несколькими днями позже, чемпионка России в масс-старте и в супермиксте в паре с Алексеем Слеповым.
- Чемпионат России 2018 года — вице-чемпионка спринта и победительница гонки преследования.

### Кубок IBU
Дебют спортсменки состоялся на кубке Европы по биатлону в сезоне 2007/2008. В первой же гонке Екатерина финишировала 4-й. Проведя ещё ряд неплохих гонок, Юрлова была вызвана в основную сборную на этап Кубка мира в Ханты-Мансийске.
В сезоне 2008—2009 Екатерина также ни разу не поднялась на подиум, однако, ряд 4-х мест позволил занять ей 9-е место в общем зачёте.
Первые подиумы пришли в сезоне 2009—2010, и спортсменка вновь была вызвана в основную сборную.
В сезоне 2011/2012 спортсменка выступила только в одной (первой) гонке Кубка, финишировав 10-й.
Ввиду нестабильных выступлений в Кубке Мира, Екатерина провела ряд гонок на Кубке IBU в сезоне 2012/2013.
После непопадания в Олимпийскую сборную Юрлова вернулась на Кубок IBU в сезоне 2013/2014, имеет в активе один подиум.
В сезоне 2014/2015 Екатерина сумела отобраться на Кубок IBU и Чемпионат Европы после успешных выступлений на Кубке России. По итогам сезона спортсменка завоевала малый Хрустальный глобус в зачёте гонок преследования.
24 февраля 2019 года Екатерина Юрлова-Перхт одержала победу в гонке преследования на 10 км на чемпионате Европы по биатлону в белорусских Раубичах. Российская спортсменка финишировала с результатом 27 минут 43,4 секунды.

#### Подиумы
| # | Дата            | Место       | Сезон     | Гонка               |
| - | --------------- | ----------- | --------- | ------------------- |
| 1 | 18 декабря 2009 | Обертиллиах | 2009/2010 | Спринт              |
| 2 | 16 января 2015  | Осрблье     | 2014/2015 | Спринт              |
| 3 | 17 января 2015  | Осрблье     | 2014/2015 | Гонка преследования |

| # | Дата           | Место         | Сезон     | Гонка               |
| - | -------------- | ------------- | --------- | ------------------- |
| 1 | 7 февраля 2010 | Оте-Морьен    | 2009/2010 | Гонка преследования |
| 2 | 6 января 2014  | Валь-Риданна  | 2013/2014 | Спринт              |
| 3 | 9 января 2015  | Душники-Здруй | 2014/2015 | Спринт              |

#### Общий зачёт Кубка IBU
- 2008-2009 — 9-е место (272 очка)
- 2009-2010 — 7-е место (418 очков)
- 2011-2012 — 105-е место (31 очко)
- 2012-2013 — 59-е место (70 очков)
- 2013-2014 — 29-е место (141 очко)
- 2014-2015 — 12-е место (308 очков)

### World Team Challenge
- Победительница «Рождественской гонки» 2012 г. в паре с Антоном Шипулиным. (Масс-старт — 4-е место).
- Участница «Рождественской гонки» 2013 г., партнёром по гонке был Максим Чудов. Масс-старт Екатерина с Максимом закончили на 9-м месте, а в гонке преследования финишировали 10-ми.
- Участница «Рождественской гонки» 2015 г., напарник по гонке — Евгений Гараничев. Победители масс-старта, но в гонке преследования финишировали четвёртыми.
- Победительница «Рождественской гонки» 2017 г. в паре с Алексеем Волковым.

### Гонка чемпионов
- Победительница Гонки чемпионов 2015 в Тюмени. Партнёром Екатерины был Антон Шипулин. В масс-старте гонки чемпионов заняла 7-е место.

### Карьера в Кубке мира
Дебютировала 6 марта 2008 года на этапе Кубка мира в Ханты-Мансийске, заняв 62-е место в спринтерской гонке.
В сезоне 2009—2010 Юрлова вновь привлекается к основной сборной. В первой же гонке Екатерина попадает в очковую зону — 8 января 2010 года на этапе Кубка мира в немецком Оберхофе (28-е место в спринтерской гонке). Лучшим результатом за сезон стало 15-е место в финском Контиолахти.

#### Сезон 2010—2011
Первый полноценный сезон в составе основной сборной.
Екатерина дебютирует в эстафете 11 декабря 2010 года на этапе Кубка мира в австрийском Хохфильцене, заняв вместе с командой 4-е место. От гонки к гонке результаты спортсменки улучшались, и 8 января 2011 года на этапе Кубка мира в немецком Оберхофе она впервые попадает в цветочную церемонию (6-е место в спринтерской гонке).
На чемпионате мира в Ханты-Мансийске Юрлова трижды финиширует в 10-ке (6-я в спринте, 7-я в индивидуальной гонке, 10-я в гонке преследования), однако во время женской эстафеты заехала на 3 штрафных круга.
На финальном этапе Кубка мира в Хольменколене спортсменка показала лучший результат в сезоне — 5-е место в гонке преследования. Спортсменка отыграла 19 позиций, при этом допустив 2 промаха на последнем огневом рубеже и лишив тем самым себя призового места.
По итогам сезона Екатерина Юрлова заняла 17-е место в общем зачёте, с учётом того, что перед чемпионатом мира пропустила два этапа Кубка Мира в США.

#### Сезон 2011—2012
В индвивидуальной гонке первого этапа Кубка Мира в шведском Эстерсунде Юрлова заняла 10-е место, что стало лучшим результатом за весь сезон. Ввиду этого она не попала на чемпионат мира в Рупольдинге и два последних этапа Кубка Мира.
По итогам сезона Екатерина разместилась на 37-й позиции в общем зачёте.

#### Сезон 2012—2013
Сезон спортсменка начала в качестве запасной. На старт индивидуальной гонки в Эстерсунде на первом этапе Кубка Мира вышла вместо заболевшей Светланы Слепцовой и сразу попала в цветочную церемонию, заняв 6-е место.
Ввиду успешного дебюта, спортсменка закрепилась в основной сборной и на 3-м этапе в словенской Поклюке, Екатерина повторяет свой лучший результат в карьере — 5-е место в масс-старте.
Однако затем результаты становились хуже, и спортменка выступает только в индивидуальной гонке на чемпионате мира, заняв в ней 32-е место. После первенства мира спортсменка пропустила этап Кубка Мира в Хольменколене, но выступила на двух заключительных этапах Кубка.
Сезон Юрлова завершила на 32-й позиции в генеральной классификации.

#### Сезон 2013—2014
Несмотря на то, что по итогам сезона 2012/2013 Екатерина входила в ТОП-5 российских биатлонисток, в межсезонье она не была принята ни в первую, ни во вторую группу для подготовки к сезону.
Получила шанс выступить только на этапе Кубка Мира в Эстерсунде. Пропустила Олимпийские игры и отправилась выступать на Кубок IBU.

#### Сезон 2014—2015

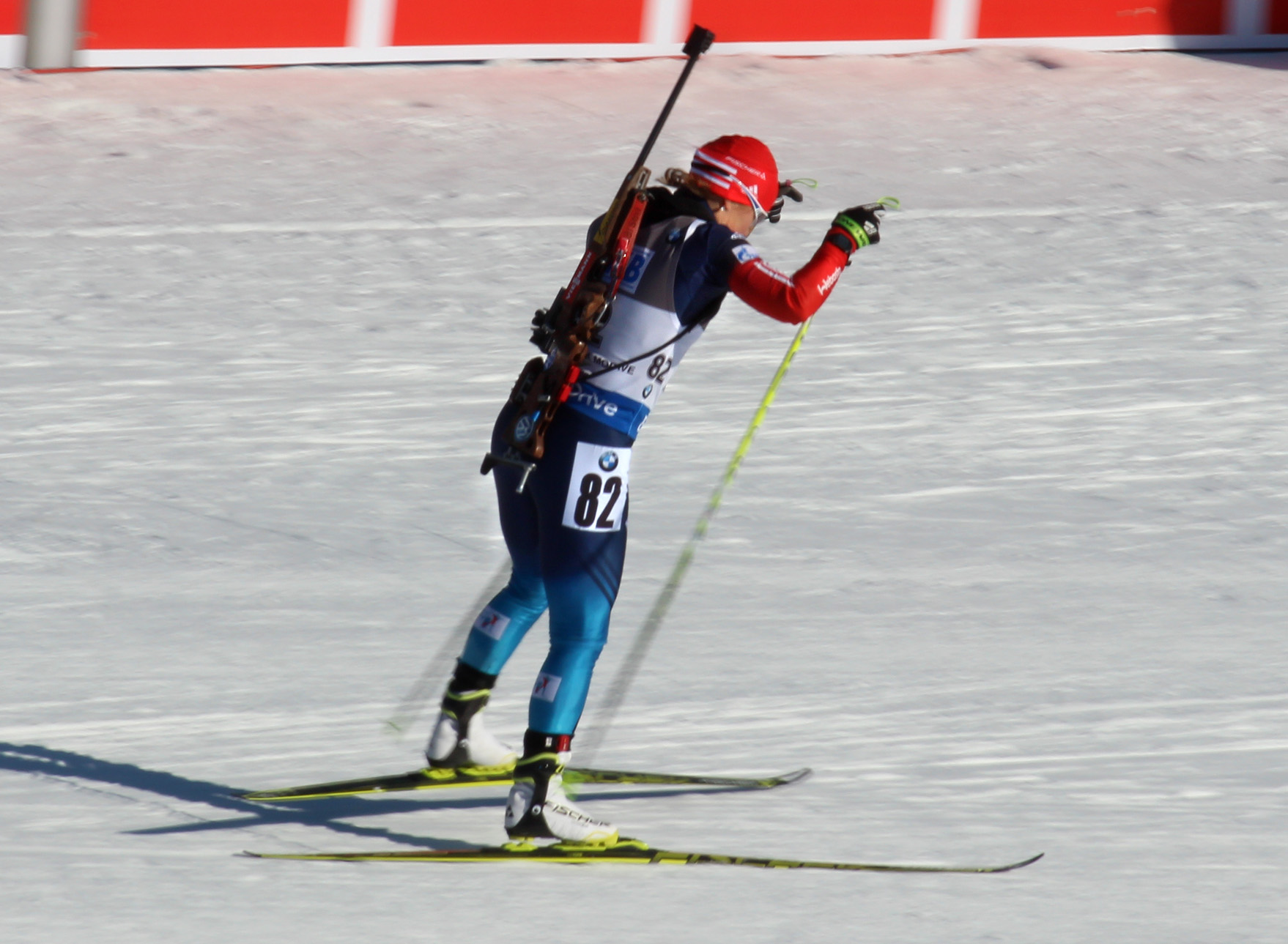
Екатерина Юрлова на этапе Кубка мира в чешском Нове-Место в 2015 году

Сезон Екатерина начала с выступлений на Кубке России. По итогам соревнований сумела отобраться на Кубок IBU и Чемпионат Европы.
Выиграв две бронзовые медали на Чемпионате Европы, Юрлова была вызвана на этапы Кубка Мира в Нове-Место и Хольменколен. Екатерина выступила в четырёх гонках, в каждой набирая очки, и отправилась на чемпионат мира.
В первой же для себя гонке Юрлова стала чемпионкой мира, пройдя четыре огневых рубежа на ноль. Спортсменка отобралась в масс-старт и стартовала в эстафете, в которой российская команда финишировала 4-й (лучший результат для женской команды в сезоне).
На заключительном этапе Кубка Мира в Ханты-Мансийске, Екатерина показала лучшие результаты среди российских биатлонисток (17-е место — спринт, 7-е — гонка преследования, 8-е — масс-старт).
Тем не менее, пропустив больше половины сезона, Екатерина разместилась на 31-м месте в генеральной классификации.

#### Сезон 2015—2016
В сезоне 2015/2016 успехи пришли к Екатерине на январском этапе в Антерсельве, где она сначала стала 3-й в спринте 21 января, а 2 дня спустя в преследовании, благодаря своей точной стрельбе на последнем рубеже и промахам соперниц, одержала свою 2-ю победу в карьере.
24 января Юрлова впервые поднялась на подиум в эстафетной гонке, уверенно отработав на 3-м этапе, сумев вывести сборную России в лидеры гонки.
На чемпионате мира в Осло, Екатерина не смогла ни разу заехать в 10-ку, однако показала лучшие результаты среди всех российских биатлонисток в каждой гонке. В индивидуальной гонке Юрлова на четвёртом огневом рубеже, допустив промах и тем самым получив минуту штрафа, лишила себя медали.
Сезон спортсменка завершила на 20-й позиции в общем зачёте Кубка мира.

### Результаты выступлений на Кубке мира
| Результат                 | Инд | Спр | Пр | МС | Всего | Эст | См | Всего |
| ------------------------- | --- | --- | -- | -- | ----- | --- | -- | ----- |
| 1 место                   | 1   | 0   | 1  | 0  | 2     | 1   | 0  | 1     |
| 2 место                   | 0   | 0   | 0  | 1  | 1     | 0   | 0  | 0     |
| 3 место                   | 0   | 2   | 0  | 0  | 2     | 1   | 0  | 1     |
| Финиш в 10-ке             | 3   | 4   | 6  | 3  | 16    | 7   | 2  | 9     |
| Финиш в очках             | 12  | 29  | 22 | 11 | 74    | 8   | 2  | 10    |
| Вне очков                 | 3   | 10  | 2  | 0  | 15    | 0   | 0  | 0     |
| Старты                    | 15  | 39  | 24 | 11 | 89    | 8   | 2  | 10    |
| после сезона 2015/2016(*) |     |     |    |    |       |     |    |       |

### Чемпионаты мира
| Год  | Место проведения | Инд | Спр | Пр | МС | Эст | См | ОСм           |
| ---- | ---------------- | --- | --- | -- | -- | --- | -- | ------------- |
| 2011 | Ханты-Мансийск   | 7   | 6   | 10 | 15 | 9   | —  | Не проводился |
| 2013 | Нове-Место       | 32  | —   | —  | —  | —   | —  | Не проводился |
| 2015 | Контиолахти      | 1   | —   | —  | 11 | 4   | —  | Не проводился |
| 2016 | Хольменколлен    | 11  | 19  | 21 | 13 | 11  | 7  | Не проводился |
| 2019 | Эстерсунд        | 17  | 8   | 19 | 2  | 5   | 4  | —             |
| 2020 | Антхольц         | 13  | 21  | 12 | 6  | 8   | 6  | —             |

## Сводная статистика в Кубке мира
Первые места в гонках
| #  | Дата           | Место       | Вид                  | Стрельба | Примечания          |
| -- | -------------- | ----------- | -------------------- | -------- | ------------------- |
| 1. | 11 марта 2015  | Контиолахти | Индивидуальная гонка | 0+0+0+0  | Чемпионат мира 2015 |
| 2. | 23 января 2016 | Антерсельва | Гонка преследования  | 1+0+0+0  | Кубок мира          |
| 3. | 13 января 2019 | Оберхоф     | Эстафета             | 0+1 0+2  | Кубок мира          |

Вторые места в гонках
| #  | Дата            | Место      | Вид        | Стрельба | Сек  | Победитель    | Примечания     |
| -- | --------------- | ---------- | ---------- | -------- | ---- | ------------- | -------------- |
| 1. | 17 марта 2019   | Эстерсунд  | Масс-старт | 0+0+1+1  | +4.9 | Доротея Вирер | Чемпионат мира |
| 2. | 14 декабря 2019 | Хохфильцен | Эстафета   | 0+0 0+1  | +8.2 | Норвегия      | Кубок мира     |

Третьи места в гонках
| #  | Дата            | Место       | Вид      | Стрельба | Сек   | Победитель        | Примечания |
| -- | --------------- | ----------- | -------- | -------- | ----- | ----------------- | ---------- |
| 1. | 21 января 2016  | Антерсельва | Спринт   | 0+0      | +22.1 | Ольга Подчуфарова | Кубок мира |
| 2. | 24 января 2016  | Антерсельва | Эстафета | 0+2 0+0  | +21.1 | Франция           | Кубок мира |
| 3. | 13 декабря 2018 | Хохфильцен  | Спринт   | 0+0      | +24.4 | Доротея Вирер     | Кубок мира |

| 2019/2020 Итоги | 2019/2020 Итоги | Эстерсунд | Эстерсунд | Эстерсунд | Эстерсунд | Эстерсунд | Хохфильцен | Хохфильцен | Хохфильцен | Анси | Анси | Анси | Оберхоф | Оберхоф | Оберхоф | Рупольдинг | Рупольдинг | Рупольдинг | Поклюка | Поклюка | Поклюка | Поклюка | ЧМ Антхольц | ЧМ Антхольц | ЧМ Антхольц | ЧМ Антхольц | ЧМ Антхольц | ЧМ Антхольц | ЧМ Антхольц | Нове-Место | Нове-Место | Нове-Место | Контиолахти | Контиолахти | Контиолахти | Контиолахти | Хольменколлен | Хольменколлен | Хольменколлен |
| Очков           | Место           | Сусм      | См        | Спр       | Инд       | Эст       | Спр        | Эст        | Пр         | Спр  | Пр   | МС   | Спр     | МС      | Эст     | Спр        | Пр         | Эст        | Сусм    | См      | Инд     | МС      | См          | Спр         | Пр          | Инд         | Сусм        | Эст         | МС          | Спр        | Эст        | МС         | Спр         | Пр          | Сусм        | См          | Спр           | Пр            | МС            |
| 363             | 17              | —         | 4         | 51        | 16        | 5         | 26         | 2          | 22         | 18   | 16   | 6    | —       | —       | —       | 37         | 44         | 11         | —       | —       | 35      | 21      | 6           | 21          | 12          | 13          | —           | 8           | 6           | 11         | 5          | 17         | 46          | 22          | отм         | отм         | отм           | отм           | отм           |

| 2018/2019 Итоги | 2018/2019 Итоги | Поклюка | Поклюка | Поклюка | Поклюка | Поклюка | Хохфильцен | Хохфильцен | Хохфильцен | Нове-Место | Нове-Место | Нове-Место | Оберхоф | Оберхоф | Оберхоф | Рупольдинг | Рупольдинг | Рупольдинг | Антхольц | Антхольц | Антхольц | Канмор | Канмор | Солт-Лейк-Сити | Солт-Лейк-Сити | Солт-Лейк-Сити | Солт-Лейк-Сити | ЧМ Эстерсунд | ЧМ Эстерсунд | ЧМ Эстерсунд | ЧМ Эстерсунд | ЧМ Эстерсунд | ЧМ Эстерсунд | ЧМ Эстерсунд | Хольменколлен | Хольменколлен | Хольменколлен |
| Очков           | Место           | Сусм    | См      | Инд     | Спр     | Пр      | Спр        | Пр         | Эст        | Спр        | Пр         | МС         | Спр     | Пр      | Эст     | Спр        | Эст        | МС         | Спр      | Пр       | МС       | Инд    | Эст    | Спр            | Пр             | Сусм           | См             | См           | Спр          | Пр           | Инд          | Сусм         | Эст          | МС           | Спр           | Пр            | МС            |
| 494             | 14              | —       | 4       | 46      | 48      | 17      | 3          | 20         | 4          | 31         | 25         | 9          | 28      | 14      | 1       | 24         | 5          | 17         | 16       | 36       | 19       | —      | —      | —              | —              | —              | —              | 4            | 8            | 19           | 17           | —            | 5            | 2            | 14            | 15            | 18            |

| 2017/2018 Итоги | 2017/2018 Итоги | Эстерсунд | Эстерсунд | Эстерсунд | Эстерсунд | Эстерсунд | Хохфильцен | Хохфильцен | Хохфильцен | Анси | Анси | Анси | Оберхоф | Оберхоф | Оберхоф | Рупольдинг | Рупольдинг | Рупольдинг | Антхольц | Антхольц | Антхольц | ОИ Пхёнчхан | ОИ Пхёнчхан | ОИ Пхёнчхан | ОИ Пхёнчхан | ОИ Пхёнчхан | ОИ Пхёнчхан | Контиолахти | Контиолахти | Контиолахти | Контиолахти | Хольменколлен | Хольменколлен | Хольменколлен | Тюмень | Тюмень | Тюмень |
| Очков           | Место           | Сусм      | См        | Инд       | Спр       | Пр        | Спр        | Пр         | Эст        | Спр  | Пр   | МС   | Спр     | Пр      | Эст     | Инд        | Эст        | МС         | Спр      | Пр       | МС       | Спр         | Пр          | Инд         | МС          | См          | Эст         | Спр         | Сусм        | См          | МС          | Спр           | Эст           | Пр            | Спр    | Пр     | МС     |
| 475             | 13              | —         | 6         | 33        | 27        | 11        | 11         | 20         | 4          | 20   | 13   | 8    | 15      | 12      | 4       | —          | 7          | 22         | 6        | 14       | 10       | —           | —           | —           | —           | —           | —           | 44          | 5           | —           | 19          | 7             | 9             | 24            | 21     | 35     | 22     |

| 2015/2016 Итоги | 2015/2016 Итоги | Эстерсунд | Эстерсунд | Эстерсунд | Эстерсунд | Эстерсунд | Хохфильцен | Хохфильцен | Хохфильцен | Поклюка | Поклюка | Поклюка | Рупольдинг | Рупольдинг | Рупольдинг | Рупольдинг | Рупольдинг | Рупольдинг | Антхольц | Антхольц | Антхольц | Канмор | Канмор | Канмор | Канмор | Преск-Айл | Преск-Айл | Преск-Айл | ЧМ Хольменколлен | ЧМ Хольменколлен | ЧМ Хольменколлен | ЧМ Хольменколлен | ЧМ Хольменколлен | ЧМ Хольменколлен | Ханты-Мансийск | Ханты-Мансийск |
| Очков           | Место           | Сусм      | См        | Инд       | Спр       | Пр        | Спр        | Пр         | Эст        | Спр     | Пр      | МС      | Спр        | Пр         | МС         | Инд        | Эст        | МС         | Спр      | Пр       | Эст      | Спр    | МС     | Сусм   | См     | Спр       | Пр        | Эст       | См               | Спр              | Пр               | Инд              | Эст              | МС               | Спр            | Пр             |
| 440             | 20              | —         | 6         | 48        | —         | —         | 20         | 14         | 9          | 30      | 35      | —       | 30         | 21         | —          | 19         | 4          | —          | 3        | 1        | 3        | 60     | 19     | —      | —      | 12        | 10        | 7         | 7                | 19               | 21               | 11               | 11               | 13               | 32             | 18             |

| 2014/2015 Итоги | 2014/2015 Итоги | Эстерсунд | Эстерсунд | Эстерсунд | Эстерсунд | Хохфильцен | Хохфильцен | Хохфильцен | Поклюка | Поклюка | Поклюка | Оберхоф | Оберхоф | Оберхоф | Рупольдинг | Рупольдинг | Рупольдинг | Антхольц | Антхольц | Антхольц | Нове Место | Нове Место | Нове Место | Нове Место | Хольменколлен | Хольменколлен | Хольменколлен | ЧМ Контиолахти | ЧМ Контиолахти | ЧМ Контиолахти | ЧМ Контиолахти | ЧМ Контиолахти | ЧМ Контиолахти | Ханты-Мансийск | Ханты-Мансийск | Ханты-Мансийск |
| Очков           | Место           | См        | Инд       | Спр       | Пр        | Спр        | Эст        | Пр         | Спр     | Пр      | МС      | Эст     | Спр     | МС      | Эст        | Спр        | МС         | Спр      | Пр       | Эст      | Сусм       | См         | Спр        | Пр         | Инд           | Спр           | Эст           | См             | Спр            | Пр             | Инд            | Эст            | МС             | Спр            | Пр             | МС             |
| 237             | 31              | —         | —         | —         | —         | —          | —          | —          | —       | —       | —       | —       | —       | —       | —          | —          | —          | —        | —        | —        | —          | —          | 37         | 24         | 19            | 31            | —             | —              | —              | —              | 1              | 4              | 11             | 17             | 7              | 8              |

| 2013/2014 Итоги | 2013/2014 Итоги | Эстерсунд | Эстерсунд | Эстерсунд | Эстерсунд | Хохфильцен | Хохфильцен | Хохфильцен | Анси | Анси | Анси | Оберхоф | Оберхоф | Оберхоф | Рупольдинг | Рупольдинг | Рупольдинг | Антхольц | Антхольц | Антхольц | Зимние Олимпийские Игры | Зимние Олимпийские Игры | Зимние Олимпийские Игры | Зимние Олимпийские Игры | Зимние Олимпийские Игры | Зимние Олимпийские Игры | Поклюка | Поклюка | Поклюка | Контиолахти | Контиолахти | Контиолахти | Хольменколлен | Хольменколлен | Хольменколлен |
| Очков           | Место           | См        | Инд       | Спр       | Пр        | Спр        | Эст        | Пр         | Эст  | Спр  | Пр   | Спр     | Пр      | МС      | Эст        | Инд        | Пр         | Спр      | Пр       | Эст      | См                      | Спр                     | Пр                      | Инд                     | Эст                     | МС                      | Спр     | Пр      | МС      | Спр         | Спр         | Пр          | Спр           | Пр            | МС            |
| 9               | 94              | —         | 78        | 32        | —         | —          | —          | —          | —    | —    | —    | —       | —       | —       | —          | —          | —          | —        | —        | —        | —                       | —                       | —                       | —                       | —                       | —                       | —       | —       | —       | —           | —           | —           | —             | —             | —             |

| 2012/2013 Итоги | 2012/2013 Итоги | Эстерсунд | Эстерсунд | Эстерсунд | Эстерсунд | Хохфильцен | Хохфильцен | Хохфильцен | Поклюка | Поклюка | Поклюка | Оберхоф | Оберхоф | Оберхоф | Рупольдинг | Рупольдинг | Рупольдинг | Антхольц | Антхольц | Антхольц | ЧМ Нове-Место | ЧМ Нове-Место | ЧМ Нове-Место | ЧМ Нове-Место | ЧМ Нове-Место | ЧМ Нове-Место | Хольменколлен | Хольменколлен | Хольменколлен | Сочи | Сочи | Сочи | Ханты-Мансийск | Ханты-Мансийск | Ханты-Мансийск |
| Очков           | Место           | См        | Инд       | Спр       | Пр        | Спр        | Пр         | Эст        | Спр     | Пр      | МС      | Эст     | Спр     | Пр      | Эст        | Спр        | МС         | Спр      | Пр       | Эст      | См            | Спр           | Пр            | Инд           | Эст           | МС            | Спр           | Пр            | МС            | Инд  | Спр  | Эст  | Спр            | Пр             | МС             |
| 266             | 32              | —         | 6         | 18        | 19        | 18         | 26         | —          | 25      | 16      | 5       | —       | 47      | 32      | —          | —          | 28         | 57       | 48       | —        | —             | —             | —             | 32            | —             | —             | —             | —             | —             | 17   | 48   | —    | 43             | 32             | —              |

| 2011/2012 Итоги | 2011/2012 Итоги | Эстерсунд | Эстерсунд | Эстерсунд | Хохфильцен | Хохфильцен | Хохфильцен | Хохфильцен | Хохфильцен | Хохфильцен | Оберхоф | Оберхоф | Оберхоф | Нове-Место | Нове-Место | Нове-Место | Антхольц | Антхольц | Антхольц | Хольменколлен | Хольменколлен | Хольменколлен | Контиолахти | Контиолахти | Контиолахти | ЧМ Рупольдинг | ЧМ Рупольдинг | ЧМ Рупольдинг | ЧМ Рупольдинг | ЧМ Рупольдинг | ЧМ Рупольдинг | Ханты-Мансийск | Ханты-Мансийск | Ханты-Мансийск |
| Очков           | Место           | Инд       | Спр       | Пр        | Спр        | Пр         | Эст        | Спр        | Пр         | См         | Эст     | Спр     | МС      | Инд        | Спр        | Пр         | Спр      | МС       | Эст      | Спр           | Пр            | МС            | Спр         | Пр          | См          | См            | Спр           | Пр            | Инд           | Эст           | МС            | Спр            | Пр             | МС             |
| 188             | 37              | 10        | 64        | —         | 31         | 20         | —          | 20         | 22         | —          | —       | 33      | 23      | 51         | —          | —          | 22       | 18       | —        | 64            | —             | 23            | —           | —           | —           | —             | —             | —             | —             | —             | —             | —              | —              | —              |

| 2010/2011 Итоги | 2010/2011 Итоги | Эстерсунд | Эстерсунд | Эстерсунд | Хохфильцен | Хохфильцен | Хохфильцен | Поклюка | Поклюка | Поклюка | Оберхоф | Оберхоф | Оберхоф | Рупольдинг | Рупольдинг | Рупольдинг | Антхольц | Антхольц | Антхольц | Преск-Айл | Преск-Айл | Преск-Айл | Форт-Кент | Форт-Кент | Форт-Кент | ЧМ Ханты-Мансийск | ЧМ Ханты-Мансийск | ЧМ Ханты-Мансийск | ЧМ Ханты-Мансийск | ЧМ Ханты-Мансийск | ЧМ Ханты-Мансийск | Хольменколлен | Хольменколлен | Хольменколлен |
| Очков           | Место           | Инд       | Спр       | Пр        | Спр        | Эст        | Пр         | Инд     | Спр     | См      | Эст     | Спр     | МС      | Инд        | Спр        | Пр         | Спр      | Эст      | МС       | Спр       | См        | Пр        | Спр       | Пр        | МС        | См                | Спр               | Пр                | Инд               | МС                | Эст               | Спр           | Пр            | МС            |
| 544             | 17              | 29        | 36        | 12        | 13         | 4          | 13         | 20      | 20      | —       | 5       | 6       | 8       | 31         | 11         | 9          | 10       | —        | 22       | —         | —         | —         | —         | —         | —         | —                 | 6                 | 10                | 7                 | 15                | 9                 | 24            | 5             | 23            |

| 2009/2010 Итоги | 2009/2010 Итоги | Эстерсунд | Эстерсунд | Эстерсунд | Хохфильцен | Хохфильцен | Хохфильцен | Поклюка | Поклюка | Поклюка | Оберхоф | Оберхоф | Оберхоф | Рупольдинг | Рупольдинг | Рупольдинг | Антхольц | Антхольц | Антхольц | ОИ Ванкувер | ОИ Ванкувер | ОИ Ванкувер | ОИ Ванкувер | ОИ Ванкувер | Контиолахти | Контиолахти | Контиолахти | Хольменколлен | Хольменколлен | Хольменколлен | Ханты-Мансийск | Ханты-Мансийск | Ханты-Мансийск |
| Очков           | Место           | Инд       | Спр       | Эст       | Спр        | Пр         | Эст        | Инд     | Спр     | Пр      | Эст     | Спр     | МС      | Спр        | МС         | Эст        | Инд      | Спр      | Пр       | Спр         | Пр          | Инд         | МС          | Эст         | См          | Спр         | Пр          | Спр           | Пр            | МС            | Спр            | МС             | См             |
| 67              | 59              | —         | —         | —         | —          | —          | —          | —       | —       | —       | —       | 28      | —       | —          | —          | —          | 31       | —        | —        | —           | —           | —           | —           | —           | —           | 15          | 28          | 38            | 39            | —             | 41             | —              | —              |

| 2007/2008 Итоги | 2007/2008 Итоги | Контиолахти | Контиолахти | Контиолахти | Хохфильцен | Хохфильцен | Хохфильцен | Поклюка | Поклюка | Поклюка | Оберхоф | Оберхоф | Оберхоф | Рупольдинг | Рупольдинг | Рупольдинг | Антхольц | Антхольц | Антхольц | ЧМ Эстерсунд | ЧМ Эстерсунд | ЧМ Эстерсунд | ЧМ Эстерсунд | ЧМ Эстерсунд | ЧМ Эстерсунд | Пхёнчхан | Пхёнчхан | Пхёнчхан | Ханты-Мансийск | Ханты-Мансийск | Ханты-Мансийск | Хольменколлен | Хольменколлен | Хольменколлен |
| Очков           | Место           | Инд         | Спр         | Пр          | Спр        | Пр         | Эст        | Инд     | Спр     | Эст     | Эст     | Спр     | МС      | Эст        | Спр        | Пр         | Спр      | Пр       | МС       | Спр          | Пр           | См           | Инд          | МС           | Эст          | Спр      | Пр       | См       | Спр            | Пр             | МС             | Спр           | Пр            | МС            |
| 0               | —               | —           | —           | —           | —          | —          | —          | —       | —       | —       | —       | —       | —       | —          | —          | —          | —        | —        | —        | —            | —            | —            | —            | —            | —            | —        | —        | —        | 62             | —              | —              | 34            | 43            | —             |

## Спортивные звания
- Мастер спорта России международного класса[8]